# 水上公園站 (韓國)
水上公園站（：／ Woteo-pakeu yeok */?）是仁川機場磁懸浮線沿線的一座高架車站，位於韓國仁川廣域市中區雲西洞。車站的命名是源自從前的開發計畫，預計在本站附近興建一座水上樂園；但該計畫最終卻遭到終止。

## 車站結構
站體為2面2線側式月台的高架車站，候車月台設有月台幕門。

### 月台配置
| 百樂達斯城 ↑ |
| \| 上        |
| ↓ 龍遊       |

| 月台 | 路線              | 目的地                    |
| ---- | ----------------- | ------------------------- |
| 上行 | ●仁川机场磁悬浮线 | 仁川國際機場1號航站樓方向 |
| 下行 | ●仁川机场磁悬浮线 | 龍遊方向                  |

## 歷史
- 2012年8月16日：決定站名為水上公園站（워터파크역）[1]。
- 2016年2月3日：落成啟用。

## 相鄰車站
仁川國際機場公社
●仁川机场磁悬浮线
百樂達斯城（M04）－水上公園（M05）－龍遊（M06）